# Coryne muscoides
Coryne muscoides är en nässeldjursart som först beskrevs av Carl von Linné 1761.  Coryne muscoides ingår i släktet Coryne och familjen Corynidae. Arten är reproducerande i Sverige. Inga underarter finns listade i Catalogue of Life.